# Карпов, Аким Акимович (генерал)
Аки́м Аки́мович Ка́рпов (1767—1837) — русский командир эпохи наполеоновских войн, генерал-лейтенант Русской императорской армии.

## Биография
Аким Карпов родился в 1767 году. Вступил в службу казаком в 1782 году и первые годы провёл на Кавказской линии, участвуя в беспрерывных стычках с горцами и в экспедициях за Кубань и в Чечню.
Произведённый в 1796 году в премьер-майоры, Карпов в 1797 году получил поручение сформировать первые 2 роты донской конной артиллерии и был назначен её командиром. С этими ротами он участвовал в 1801 году в знаменитом походе Донских казаков в Индию, остановленном близ города Оренбурга известием о кончине императора Павла.
В 1804 году, уже в чине полковника (с 1799 года), Карпов с ротой № 1 снова вернулся на Кавказ. Затем во главе той же роты он принял участие в войне с Турцией на дунайском театре, где отличился: в 1807 году под Журжевом (орден Святого Владимира 4 степени с бантом), при взятии штурмом неприступных укреплений на Дунае Малайницы и Субик, при истреблении огнём своей артиллерии неприятельских судов на Дунае, в поражении визиря. Награждён 26 ноября 1807 года орденом Святого Георгия 4-го класса № 810:
В воздаяние отличного мужества и храбрости, оказанных в сражении против турецких войск 19 июня при селении Манайлаки.
29 декабря 1809 года Аким Акимович Карпов был пожалован в генерал-майоры. Участвовал в 1808 году — в различных экспедициях при Браилове, во взятии Гирсова и Кюстенджи (золотая сабля), в сражениях при Рассевате (чин генерал-майора) и Татарице (орден Святого Владимира 3 ст.); в 1810 году — при взятии Силистрии и Рущука, при блокаде Шумлы, в сражении при Батине и в 1811 году — за Дунаем, в движении к Балканам. Поставленный затем во главе сперва 8-ми, а потом 10 Донских казачьих полков 2-й Западной армии.
Принял деятельное участие во всех важнейших боевых столкновениях во время Отечественной войны 1812 года от Мира до Березины и за боевые отличия в них был награждён 3 июня 1813 года орденом Святого Георгия 3-го класса № 299:
В награду за отличную храбрость и мужество, оказанные в сражении против французских войск 4-6 ноября 1812 года под Красным.
Сражался под Глогау, Дрезденом, Бауценом (золотая сабля с алмазами), Кацбахом (орден Святого Владимира 2 ст.), Лейпцигом, Линии, С.-Дизье, Бриенн-ле-Шато, Ла-Ротьером (чин генерал-лейтенанта), Монмиралем, Шато-Тьерри, Краоном, Лаоном, Фер-Шампенуазом и Парижем.
По окончании войны Карпов был назначен командиром всей донской конной артиллерии и оставался на этой должности до 1817 года, когда был направлен состоять войсковым дворянским депутатом в должности дворянского губернского предводителя.
В 1819 году был назначен членом комитета по устройству войска Донского. В 1820 году Карпов освобождён от всех должностей и вышел в отставку 11 марта 1836 года.
Аким Акимович Карпов умер 26 марта 1837 года и был похоронен в фамильном склепе при церкви Трёх Святителей в Дячкиной слободе Донецкого округа Войска Донского.

## Награды
- Награждён орденами Св. Александра Невского, Св. Владимира 2-й степени, Св. Анны 1-й степени с алмазами, орденами Св. Георгия 4-го и 3-го классов, а также прусским орденом Красного орла 2-й степени.
- Награждён двумя золотыми саблями «За храбрость» (одна с алмазами).